# 42-я истребительная авиационная бригада
42-я истребительная авиационная бригада ВВС Тихоокеанского флота

## История
В начале 1936 года в составе ВВС ТОФ была сформирована 42-я истребительная авиационная бригада (Приказ Командующего ТОФ № 0151 от 03.04.1936 года), которая включила в себя 9-ю ОИАЭ на аэродроме Южная Угловая, 43-ю ОИАЭ на аэродроме Восточные Кневичи и 44-ю ОИАЭ на аэродроме Южная Угловая. На вооружении стояли самолёты И-15бис и И-16.
По состоянию на 1 апреля 1938 года в составе авиабригады числились 21 самолёт типа И-16 в управлении, 32 И-16 в 9-й ОИАЭ, 39 И-16 в 43-й ОИАЭ, 45 И-15бис в составе 44-й ОИАЭ.
Первого мая 1938 года, на основании Приказа НК ВМФ № 0036 42-я авиационная бригада расформирована. На базе управления 42-й бригады формируется управление новой 7-й истребительной авиационной бригады по штату № 15/865-А. На базе 9-й и 44-й ОИАЭ сформирован 1-й истребительный авиационный полк (с ноября 1939 года — 6-й ИАП) на аэродроме Южное Угловое, 43-я ОИАЭ вошла в состав 14-го ИАП на аэродроме Восточные Кневичи. Эти полки вошли в состав вновь сформированной 7-й истребительной авиационной бригады ВВС ТОФ. Часть 44-й ОИАЭ пошла на комплектование 9-й ОИАЭ ВВС ТОФ, с базированием на аэродромном узле Советская Гавань.

## Подчинение
ВВС ТОФ

## Командиры
Комбриг Фёдоров П. А. (репрессирован)